# ألفرد ديك (لاعب كرة قدم)
ألفرد ديك هو لاعب كرة قدم سويسري، ولد في 12 أبريل 1865 في يافردون ليه باين في سويسرا، وتوفي في 10 أغسطس 1909 في تورينو في إيطاليا بسبب إصابة بعيار ناري.